# Lockhart Stadium
Il Lockhart Stadium era uno stadio utilizzato principalmente per competizioni calcistiche situato a Fort Lauderdale, in Florida. Ospitava le partite casalinghe del Fort Lauderdale Strikers della North American Soccer League. Ha ospitato anche match di football americano.

## Storia
Progettato nel 1959 per ospitare eventi sportivi delle scuole superiori, l'utilizzo per ospitare partite di calcio ha avuto inizio nel 1977, quando divenne la sede principale degli Strikers di Fort Lauderdale della NASL. Nel 1998 fu riadattato specificatamente per disputare le partite casalinghe del Miami Fusion nella Major League Soccer; la squadra è fallita nel 2002. Ha ospitato anche le partite casalinghe della squadra di football americano Florida Atlantic Owls dal 2002 al 2010. Lo stadio è stato chiuso nel 2016 e successivamente demolito nel 2019, per far spazio al nuovo stadio dell'Inter Miami che sorgerà su quel terreno.